# Flabelligera multipapillata
Flabelligera multipapillata is een borstelworm uit de familie Flabelligeridae. Het lichaam van de worm bestaat uit een kop, een cilindrisch, gesegmenteerd lichaam en een staartstukje. De kop bestaat uit een prostomium (gedeelte voor de mondopening) en een peristomium (gedeelte rond de mond) en draagt gepaarde aanhangsels (palpen, antennen en cirri).
Flabelligera multipapillata werd in 1965 voor het eerst wetenschappelijk beschreven door Hartmann-Schröder.